# Kevine Linda Kouoche
 (juin 2024).
Kevine Linda Kouoche, née le 6 mai 1998, est une athlète camerounaise, spécialiste du saut en longueur, triple sauts et saut en hauteur du 200 mètres et du 100 mètres. 
En janvier 2024, elle est championne nationale du Cameroun à la fois du saut en hauteur et du saut en longueur.
Elle occupe la 10e place de saut en hauteur femmes aux championnats d'Afrique 2022.
En 2023, elle remporte la médaille d'or au Saut en hauteur au Douala International Athletics Grand Prix avec un saut à 1m70,.